# Fédération des gauches
Die Fédération des gauches (Föderation der Linken) war eine politische Koalition, die in Frankreich während des Ersten Weltkriegs (11. Legislaturperiode der Dritten Republik) unter dem Namen Union républicaine radicale et socialiste (Radikale Republikanische und Sozialistische Union, URRS) eine Fraktion bildete.

## Geschichte
Die Fédération des gauches wurde am 13. Januar 1914 auf Initiative von Aristide Briand, Louis Barthou, Henry Chéron und Jean Dupuy, dem Direktor des Petit Parisien, gegründet. Sie entstand im Hinblick auf die Parlamentswahlen im April/Mai 1914 und hatte zum Ziel, die säkularen Republikaner, die das Drei-Jahres-Gesetz (Loi des trois ans) befürworteten, zu vereinen und so den um die Parti républicain démocratique gebildeten zentristischen Pol zu erweitern, um den vom Radikalsozialisten Joseph Caillaux geführten Linksparteien wirksam entgegenzutreten, indem sie die gemäßigteren ihrer Wähler in die Mitte und Mitte-Links ziehen wollten.
Die Fédération wurde am 11. April 1914 gegründet. Dieser Versuch endete in einer Niederlage: Die Linke gewann die Wahlen und das Zentrum war auf dem Rückzug. Die Linksföderation überlebte diese Niederlage nicht; sie konnte jedoch eine Parlamentsfraktion mit dem Namen Union républicaine radicale et socialiste bilden. Diese Fraktion wurde zwar von Aristide Briand, dem Vorsitzenden der Linksföderation, gemieden, hatte aber während der Legislaturperiode einen gewissen Einfluss.
Die URRRS-Fraktion unter dem Vorsitz des korsischen Abgeordneten Adolphe Landry versammelte Männer mit unterschiedlichem Hintergrund: Radikale des rechten Flügels der Partei, Mitglieder der Parti républicain-socialiste, fortschrittliche Mitglieder der Alliance démocratique, darunter Louis Barthou (zeitweise), Alexandre Millerand, Gratien Candace, Blaise Diagne und zwei junge Abgeordnete, die zu hohen Ämtern berufen wurden, Pierre-Étienne Flandin und André Tardieu.
1919 wurde die URRRS-Fraktion nicht wieder aufgestellt. Einige ihrer Mitglieder schlossen sich den verschiedenen liberalen Fraktionen an; andere bildeten die Fraktion der Gauche radicale.

## Mit der Fédération verbunde Personen (Auswahl)
- Léon Barbier[3], Unterzeichner des Gründungsmanifests
- Louis Barthou, Unterzeichner des Gründungsmanifests und Fraktionsmitglied
- Pierre Baudin, Unterzeichner des Gründungsmanifests
- Paul Bénazet[4], Unterzeichner des Gründungsmanifests
- Henry Bérenger, Unterzeichner des Gründungsmanifests
- Paul Bignon[5], Unterzeichner des Gründungsmanifests
- Élisée Bourely[6], Unterzeichner des Gründungsmanifests und Fraktionsmitglied
- Aristide Briand, Unterzeichner des Gründungsmanifests und Präsident
- Gratien Candace, Fraktionsmitglied
- René Carré-Bonvalet[7], Fraktionsmitglied
- Charles Chaumet, Unterzeichner des Gründungsmanifests und Sekretär
- Henry Chéron, Unterzeichner des Gründungsmanifests und Generalsekretär
- Philippe Delaroche-Vernet[8], Unterzeichner des Gründungsmanifests
- Victor Delpierre[9], Unterzeichner des Gründungsmanifests
- Blaise Diagne, Fraktionsmitglied
- Lucien Dumont[10], Fraktionsmitglied
- Eugène Étienne, Unterzeichner des Gründungsmanifests
- Pierre-Étienne Flandin, Fraktionsmitglied
- Marc Frayssinet[11], Unterzeichner des Gründungsmanifests
- Eugène Guérin[12], Unterzeichner des Gründungsmanifests
- Gabriel Guist’hau[13], Unterzeichner des Gründungsmanifests
- André Honnorat[14], Unterzeichner des Gründungsmanifests
- Édouard Ignace[15], Fraktionsmitglied
- Louis-Lucien Klotz, Unterzeichner des Gründungsmanifests, Fraktionsmitglied und Vizepräsident
- Adolphe Landry, Unterzeichner des Gründungsmanifests und Fraktionsmitglied
- Charles Le Boucq[16], Unterzeichner des Gründungsmanifests und Fraktionsmitglied
- André Lefèvre[17], Fraktionsmitglied
- Henry Lémery[18], Fraktionsmitglied
- Henri Lillaz[19], Unterzeichner des Gründungsmanifests
- Victor Lourties[20], Unterzeichner des Gründungsmanifests und Vizepräsident
- Émile Magniez[21], Fraktionsmitglied
- Adolphe Maujan[22], Unterzeichner des Gründungsmanifests und Vizepräsident
- Alexandre Millerand, Unterzeichner des Gründungsmanifests, Fraktionsmitglied und Vizepräsident
- Jean L’Heureux Molle[23], Fraktionsmitglied
- Jean Morel[24], Unterzeichner des Gründungsmanifests
- Alfred Muteau[25], Unterzeichner des Gründungsmanifests
- André Paisant[26], Fraktionsmitglied
- Albert Peyronnet[27], Unterzeichner des Gründungsmanifests und Schatzmeister
- Simon Plissonnier[28], Fraktionsmitglied
- François Poirrier[29], Unterzeichner des Gründungsmanifests
- Antony Ratier[30], Unterzeichner des Gründungsmanifests und Schatzmeister
- Joseph Reinach, Unterzeichner des Gründungsmanifests
- Constant Roden[31], Unterzeichner des Gründungsmanifests
- Henri Roux-Costadau[32], Fraktionsmitglied
- Jules Siegfried, Unterzeichner des Gründungsmanifests
- André Tardieu, Fraktionsmitglied